# Орло (Вармінсько-Мазурське воєводство)
Орло (пол. Orło, нім. Orlen) — село в Польщі, у гміні Рин Гіжицького повіту Вармінсько-Мазурського воєводства.
Населення — 87 осіб (2011).
У 1975-1998 роках село належало до Сувальського воєводства.

## Демографія
Демографічна структура станом на 31 березня 2011 року:
|          | Загалом | Допрацездатний вік | Працездатний вік | Постпрацездатний вік |
| -------- | ------- | ------------------ | ---------------- | -------------------- |
| Чоловіки | 48      | 10                 | 35               | 3                    |
| Жінки    | 39      | 8                  | 19               | 12                   |
| Разом    | 87      | 18                 | 54               | 15                   |